# 2012 StarCraft II World Championship Series
2012 StarCraft II World Championship Series — первый чемпионат мира World Championship Series по StarCraft II, организованный Blizzard Entertainment и проводимый в апреле-ноябре 2012 года. Представлял собой серию киберспортивных турниров 4 уровней: национальные отборочные, национальные чемпионаты, континентальные финалы и мировой финал. Всего участвовало 28 стран на пяти континентах — Азия, Европа, Южная Америка, Северная Америка и Океания. Мировой финал прошёл в Шанхае, его призовой фонд составлял 250 000 долларов США, из которых 100 000 получал чемпион. В год чемпионата Blizzard отказались от проведения ежегодной выставки BlizzCon.
Чемпионом мира стал Вон «PartinG» Ли Сак, второе место занял Чан «Creator» Хён У, а третье — Чжон «Rain» Юн Чжон.

## Предыстория
После выпуска StarCraft II: Wings of Liberty Blizzard Entertainment не занимались организацией турниров, лишь взимая плату за их проведение сторонними организациями. StarCraft II стал киберспортивной дисциплиной на множестве турниров, в том числе Global StarCraft II League, Major League Gaming, North American Star League, IGN ProLeague, DreamHack и ESL. Однако отсутствие единого формата, конкуренция за зрительское внимание и невозможность определения лучшего игрока в мире сильно били по имиджу игры. В 2012 году для решения этой проблемы в рамках Battle.net World Championship Series был анонсирован чемпионат StarCraft II World Championship Series. Ради чемпионата Blizzard Entertainment отказались от проведения традиционной выставки BlizzCon в 2012 году.
Все матчи чемпионата прошли на картах Cloud Kingdom LE, Daybreak LE, Ohana LE, Antigua Shipyard, Entombed Valley, Tal’Darim Altar LE и Shakuras Plateau.

## Национальные чемпионаты
Национальные отборочные начались в апреле 2012 года. Всего в чемпионате участвовали 28 стран: в Северной Америке — Канада, Мексика и США; в Южной Америке — Аргентина, Бразилия, Колумбия, Перу и Чили; в Европе — Бельгия, Великобритания, Германия, Дания, Испания, Италия, Нидерланды, Норвегия, Польша, Россия, Украина, Финляндия, Франция и Швеция; в Азии — Китай, Сингапур, Тайвань и Южная Корея; в Океании — Австралия и Новая Зеландия. Игроки из стран без национальных чемпионатов имели возможность попасть на континентальный финал через специальный онлайн-турнир. В некоторых странах, в том числе и в России, победа на национальном чемпионате гарантировала попадание на мировой финал.
11 национальных чемпионатов было организовано совместно с Turtle Entertainment — компании, проводящей Electronic Sports League. При их поддержке прошли турниры в Неаполе 1 мая, Рио-де-Жанейро 5—6 мая, Вроцлаве 12 мая, Роттердаме 12 мая (где прошли чемпионаты Нидерландов и Бельгии), Мадриде 26—27 мая, Кёльне 2—3 июня, Сингапуре 23 июня, Лондоне 30 июня — 1 июля, Париже 5—8 июля и Киеве 21—22 июля; а также европейский турнир для представителей стран, не имеющих своих национальных соревнований, 23—24 июня.
Чемпионат Великобритании прошёл 30 июня — 1 июля в Британской академии кино и телевизионных искусств в Лондоне. Матчи комментировали Дэниел «Artosis» Стемкоски и Ник «Tasteless» Плотт. Три лучших киберспортсмена отправились на чемпионат Европы.
Чемпионаты России и Украины прошли 21—22 июля в Киев Киберспорт Арена при поддержке Electronic Sports League и sc2tv.ru. На украинских отборочных вылетели оба фаворита турнира — Михаил «Kas» Гайда и Игорь «Fraer» Турчин; квоты на европейские финалы заработали Александр «Bly» Свисюк, занявший первое место, и Алексей «White-Ra» Крупник, занявший второе. По результатам российских отборочных Олег «TiTan» Купцов получил право выступить на мировом финале, а Дмитрий «Happy» Костин и Артём «Slivko» Гаравцов заработали квоты на европейские финалы; эти три киберспортсмена являлись фаворитами на победу. Комментировали матчи Руслан «Adolf» Баженов и Михаил «Olsior» Зверев.

## Континентальные финалы

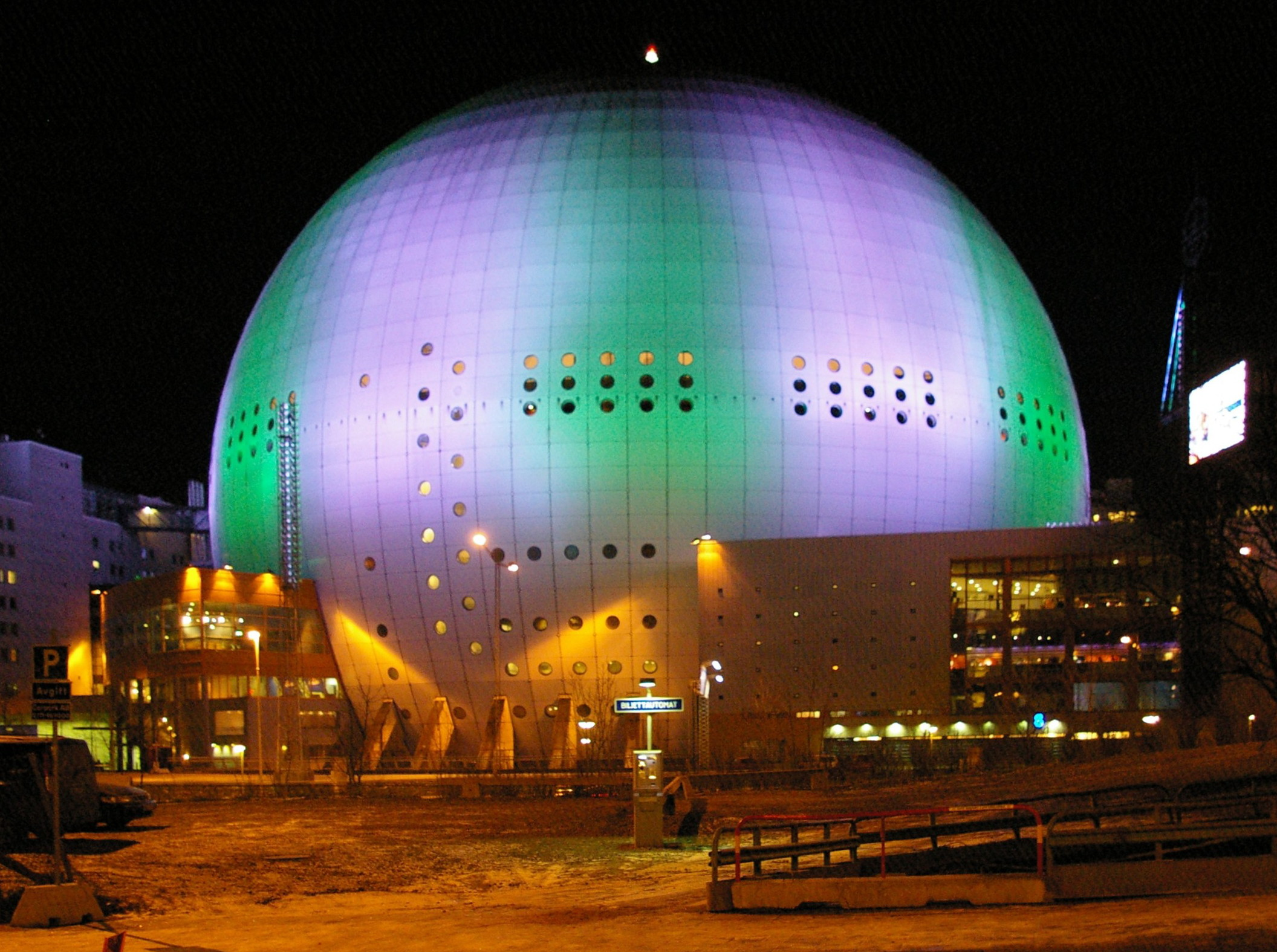
Эрикссон-Глоб, в котором прошли европейские финалы

Американские финалы прошли 14—15 июля в Сан-Паулу (Бразилия) при поддержке Electronic Sports League.
Чемпионат Европы прошёл 15—16 сентября в Эрикссон-Глоб, Швеция.
Чемпионат Азии прошёл в Китае. В нём приняли участие 32 игрока, 6 из которых прошли в мировой финал. Призовой фонд составил 60 000 долларов США, а победителем стал Чжон «Sun» Юн Чжон (в дальнейшем сменивший ник на «Rain»).

## Мировой финал
Финальная стадия чемпионата прошла 16—17 ноября в Shanghai Expo Mart в Шанхае. Чемпионат открыло выступление 8 музыкантов, играющих на традиционных китайских барабанах, и показ косплееров. На финале сразились 32 профессиональных игроков в StarCraft II и 10 лучших игроков в World of Warcraft Arena. Призовой фонд финала по StarCraft II составил 250 тысяч долларов, из которых 100 тысяч получал победитель.
32 киберспортсмена представляли 22 киберспортивные команды; наибольшее число спортсменов предоставила американская команда Evil Geniuses — Stephano, IdrA, Suppy и HuK. Среди киберспортсменов оказалось 15 зергов, 13 протоссов и всего 4 террана.
Фаворитами с «некорейской» стороны являлись Ильес «Stephano» Сатури и Артур «Nerchio» Блох, а среди корейцев самыми опытными являлись Вон «PartinG» Ли Сак, Сон «HerO» Хён Док и Чжон «Rain» Юн Чжон. За день до начала матчей несколько европейцев, среди которых был ветеран WarCraft III голландец Манюэл «Grubby» Схенкхёйзен, отравились китайской едой, что помешало их успешному выступлению.
Матчи группового этапа проходили в формате «Best of 3», плей-оффа — «Best of 5», а финального поединка — «Best of 7». Матчи в групповом этапе проходили следующим образом: два победителя первого тура сражались за первое место в группе, а два проигравших — за четвёртое. После этого проигравший в первой паре и победитель во второй сражались за выход из группы со второго места. Такая схема исключала возможность договорных матчей, когда участник, потерявший после первых двух туров возможность выйти из группы, отдаёт третий тур специально, чтобы передать своему оппоненту очки.
В 1/8 финала сразились два брата — LucifroN и Vortex. После проигрыша LucifroN на турнире не осталось терранов. В финале Вон «PartinG» Ли Сак встретился с Чан «Creator» Хён У и вышел побетителем. Все три призовых места заняли представители расы протоссов. Комментируя финал, киберспортсмен Сергей «Pomi» Родионов сказал, что ни одна сторона не впечатляла своей игрой, но PartinG более достоин победы, так как его оппонент допустил слишком много простых ошибок.
Турнирная таблица плей-офф:
| 1/8 финала     | 1/8 финала |  |             | Четвертьфиналы | Четвертьфиналы |  |  | Полуфиналы  | Полуфиналы |  |                   | Финал             | Финал |
|                |            |  |             |                |                |  |  |             |            |  |                   |                   |       |
| (п) PartinG    | 3          |  |             |                |                |  |  |             |            |  |                   |                   |       |
| (з) Scarlett   | 0          |  |             | (п) PartinG    | 3              |  |  |             |            |  |                   |                   |       |
| (з) Suppy      | 3          |  | (з) Suppy   | 2              |                |  |  |             |            |  |                   |                   |       |
| (з) LoWeLy     | 1          |  |             |                |                |  |  | (п) PartinG | 3          |  |                   |                   |       |
| (з) Sen        | 3          |  |             |                |                |  |  | (з) Sen     | 0          |  |                   |                   |       |
| (з) Curious    | 0          |  |             | (з) Sen        | 3              |  |  |             |            |  |                   |                   |       |
| (п) BabyKnight | 1          |  | (п) HerO    | 2              |                |  |  |             |            |  |                   |                   |       |
| (п) HerO       | 3          |  |             |                |                |  |  |             |            |  |                   | (п) PartinG       | 4     |
| (з) IdrA       | 1          |  |             |                |                |  |  |             |            |  |                   | (п) Creator       | 2     |
| (п) Rain       | 3          |  |             | (п) Rain       | 3              |  |  |             |            |  |                   |                   |       |
| (п) TitaN      | 0          |  | (з) KiLLeR  | 0              |                |  |  |             |            |  |                   |                   |       |
| (з) KiLLeR     | 3          |  |             |                |                |  |  | (п) Rain    | 2          |  | Матч за 3-е место | Матч за 3-е место |       |
| (т) LucifroN   | 2          |  |             |                |                |  |  | (п) Creator | 3          |  |                   |                   |       |
| (з) VortiX     | 3          |  |             | (з) VortiX     | 2              |  |  |             |            |  | (з) Sen           | 0                 |       |
| (п) Creator    | 3          |  | (п) Creator | 3              |                |  |  |             |            |  | (п) Rain          | 3                 |       |
| (т) Illusion   | 0          |  |             |                |                |  |  |             |            |  |                   |                   |       |